# Астрапотерій
Астрапотерій (Astrapotherium magnum) — викопний копитний ссавець родини Астрапотерієві (Astrapotheriidae). Вперше скам'янілості астрапотерія знайдені у 1879 році у пластах формації Санта-Крус на півдні Аргентини. На сьогодні відомо кілька знахідок на території Аргентини та Чилі. Датуються олігоценом-міоценом, 29-16 млн років тому.

## Опис
Це були досить важкі тварини з масивним черепом та міцними кінцівками. Мали специфічну будову черепа: конусоподібний лоб, короткий лицевий відділ, нижня щелепа довша за верхню, наявний невеликий хобот. Верхні різці відсутні, нижні- великі, також великі ікла та кутні зуби.

## Спосіб життя
Вели напівводний спосіб життя: п'ятипала стопа призначена для ходіння по багнюці. Про спосіб живлення серед дослідників ведуться суперечки: одні вважають, що зубна система призначена для викопування підземних частин рослин. Інші вважають, що астрапотерії живились гілками дерев, допомагаючи собі хоботом.